# Force India VJM01
A Spyker F8-VII (később ismert, mint a Force India VJM01) egy Formula–1-es versenyautó, amelyet a Spyker F1 tervezett a 2007-es Formula–1 világbajnokságra. Az autó műszakilag tovább fejlesztett változata a Spyker F8-VIIB volt, ami az olasz nagydíjon debütált. A Force India a 2008-as Formula–1 világbajnokságra továbbfejlesztette az autót, mely a Force India VJM01 nevet viselte.

## 2007

### Bemutató
2007. február 5-én Silverstone-ban mutatták be a narancssárga színekben pompázó Ferrari motorral szerelt modellt. A versenyautó az igen kacifántos F8-VII nevet kapta, a Spyker sajátos névadási technikáján alapul. A Spykernél az autógyártásban minden modellcsaládot külön betűvel jelöltek. A 8-as szám a motor hengereinek számára utal, ahogy az utcai Spykernél a C8, vagy D12 esetében. A VII pedig a Spyker repülőgépgyártó történelméből ered, amikor minden gépen római számmal jelölték a gyártás évét, jelen esetben a 2007-et.

### Tervezés

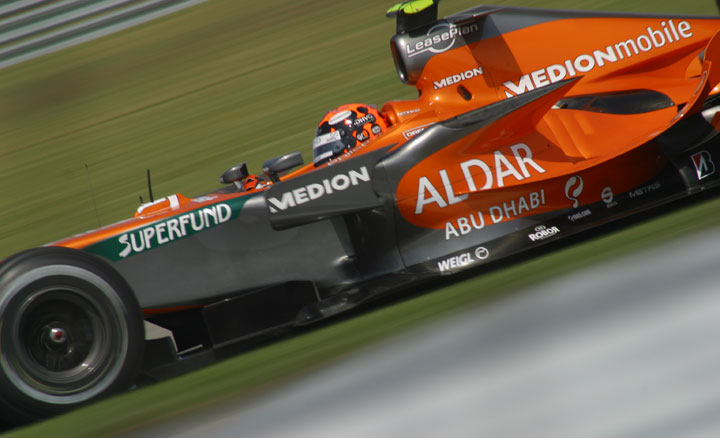
Albers az amerikai nagydíjon.

A csapatnak sikerült szerződtetnie a Toyota technikai igazgatójaként dolgozó Mike Gascoyne-t. Ezzel nemcsak egy ember tudását szerezték meg, hanem segítségével az Aerolab műhelyébe is bejuthattak a fejlesztések kapcsán, ezzel már két szélcsatornában tesztelhettek. Mivel Gascoyne csak az előző novemberben került a csapathoz, így az autó még James Key tervezési filozófiája szerint született. Az aerodinamikai mérnök ahol tudott, már segített, de javában dolgozott az autó javított változatán. A Midland M16-hoz hasonló filozófia szerint készült, de sok eltérés volt közöttük. Az újítások az aerodinamikai hatékonyság növelése mellett elsősorban a mechanikai változások miatt történtek, hiszen új volt a motor, és átalakították a váltót is, ezek viszont magukkal hozták a hűtők átalakítását, így persze a karosszéria is átalakult, főleg középen és hátul.
Az olasz nagydíjon debütált a B-konstrukció, amely sokkal stabilabb volt fékezéskor és a kanyarokban is. Összességében ez a konstrukció sem váltotta be a hozzáfűzött reményeket.

### Szezon
A northamptonshire-i versenypályán kiderült, a csapat két versenyzője, Adrian Sutil és Christijan Albers mellé négy tesztpilótát is szerződtetett a Spyker. Albers már tavaly is a gárda tagja volt, ám német csapattársának ez lesz az első éve az autósportok csúcsán. Rajtuk kívül Markus Winkelhock, Fairuz Fauzy, Giedo van der Garde és Adrián Vallés kapott kisebb-nagyobb feladatot a csapatnál.

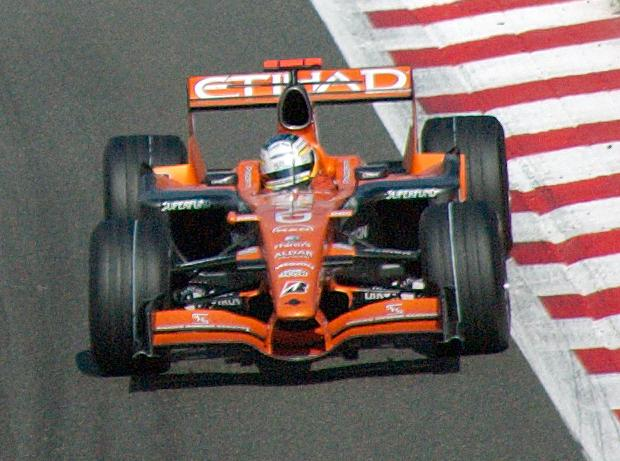
Adrian Sutil a belga nagydíjon.

Az esős európai nagydíjon Albers helyére Markus Winkelhock érkezett egy verseny erejéig, aki az első néhány körben vezette a versenyt a többi csapat rossz gumiválasztása miatt. Ő volt az egyetlen, akinek autóján esőgumik voltak, amikor a start után megérkezett az égi áldás. Miután mindenki a bokszba hajtott, Winkelhock az élen találta magát. Az egyre romló viszonyok miatt a versenyt megszakították, így előnye azonnal semmivé foszlott. Az új startnál még ő állhatott a mezőny élére, a „nagymenők” azonban hamar levadászták, sőt 15 kör megtétele után a versenyt is feladta a hidraulika meghibásodása miatt. Ezzel F1-es pályafutása is véget ért, a következő futamon ugyanis már a tehetősebb szponzorokkal rendelkező Jamamoto Szakon vezette a narancssárga autót.
A japán nagydíjon a sportfelügyelők a versenyt követően kivizsgálták Vitantonio Liuzzi manőverét, aki sárga zászló hatálya alatt előzte meg az 55. körben spykeres versenytársát, Adrian Sutilt. A Scuderia Toro Rosso versenyzője, aki csapata első pontját szerezte volna az idei szezonban, mindezek tudatában 25 másodperces időbüntetést kapott, így a nyolcadik helyet Adrian Sutil örökölte. Ez volt a csapat egyetlen pontszerzése az idényben.

## 2008

### Bemutató
Vijay Mallya 2007 végén felvásárolta a Spykert és átkeresztelte Force India névre. A csapata 2008. február 7-én mutatta be Mumbai városában a VJM01-es kódszámmal ellátott modelljét, amely a tavalyi szezon utolsó öt állomásán is használt Spyker F8-VIIB specifikációjú versenygép továbbfejlesztett változata volt.

### Tervezés

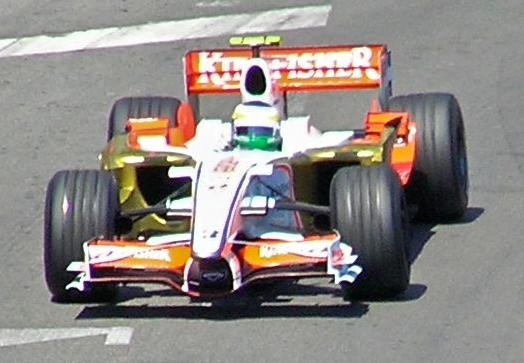
Giancarlo Fisichella a monacói nagydíjon.

Az autóban költségcsökkentési okokból eben az évben is Ferrari V8-as motorját használták. Ez a kocsi tavaly lényeges előrelépéseket mutatott, miután optimalizálták a mechanikai és aerodinamikai csomagot. A fejlesztésekre a brit bázison és szélcsatornában került sor. Számtalan újításon esett át, a karosszériára új elemek kerültek föl. A hátsó felfüggesztés átalakítását követően újratervezték a váltót, amelynek négy futamot kellett kibírnia, és a motorbeépítésnél is változtattak a jobb hűtés érdekében. A szezon közepén a versenygép egy teljesen új aerodinamikai csomagot kapott, mely többek között magában foglalt egy új motorborítást, ami a Red Bull-féle "cápauszonyra" hasonlított, valamint új első lengéscsillapítót is kapott a fejlesztések során az autó. Új kasztnit, oldallemezeket, diffúzort, első szárnyat, és motorborítást is kapott a szezon során az autó.

### Szezon
Az idei szezonban új versenyzők is kerültek a gárdához, az előző évben a Spykernél bemutatkozó Adrian Sutil csapattársa ugyanis a Renault-val kétszer konstruktőri világbajnoki címet nyerő Giancarlo Fisichella lett, míg a teszt- és tartalékversenyzői feladatokat a Toro Rossótól érkező Vitantonio Liuzzi látta el.

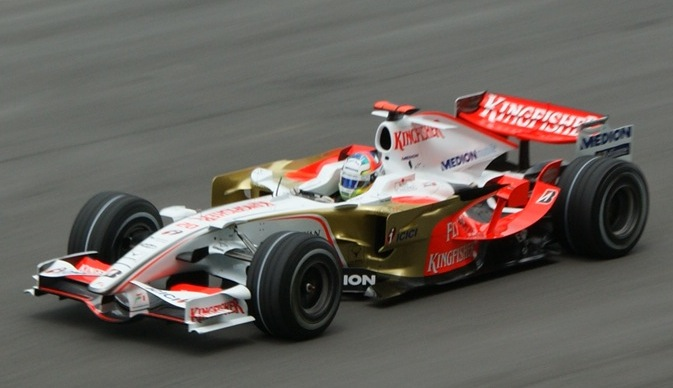
Adrian Sutil a malajziai nagydíjon.

A szezonnyitó ausztrál nagydíjon mindkét versenyző kiesett, Sutil egy látványos baleset miatt, amelyben nem sérült meg. Malajziában Sutil ismét kiesett, míg Fisichella tizenkettedik lett. Ezt a teljesítményét megismételte a következő, bahreini nagydíjon, ahol – először az évben – Sutil is célba ért, a 19. helyen. Spanyolországban azonban nem tudta megismételni ezt az eredményét, már az első körben megpördült és kiesett, Sebastian Vettelt is magával rántva. Fisichella közel került a pontszerzéshez a versenyen, sokáig a büntetése miatt mögötte autózó Nick Heidfeldet is maga mögött tartotta, végül a 10. lett. Mint utóbb kiderült, ez volt önmaga és a csapat legjobb eredménye 2008-ban. A török nagydíjon már az első körben ütközött Nakadzsimával, és kiesett. Sutil a 16. helyen ért célba.
A monacói nagydíjon a 200. rajtját ünneplő Fisichella csak az utolsó, Sutil pedig a 18. helyről indulhatott, bár a szombat délelőtti, esős szabadedzésen már megmutatta, hogy vizes pályán jó eredményre képes. A versenyen esett, Sutil pedig hiba nélkül autózott. Hét körrel a vége előtt már a 4. helyen haladt, amikor a mögötte jövő Räikkönen nem tudott lefékezni a kikötői sikán előtt, és hátulról beleütközött. Még be tudott hajtani a boxba, de ott feladni kényszerült a versenyt, a csapat és saját maga óriási csalódására. A versenybírók szokványos versenybalesetnek minősítették az esetet, és nem büntették meg Räikkönent, aki elismerte a hibáját és elnézést kért Sutiltól. Ugyanakkor őt is figyelmeztették a verseny után a bírók, mert még a 13. körben, sárga zászlónál előzött. Fisichella váltóhiba miatt esett ki, így Force India pont nélkül távozott Monacóból.

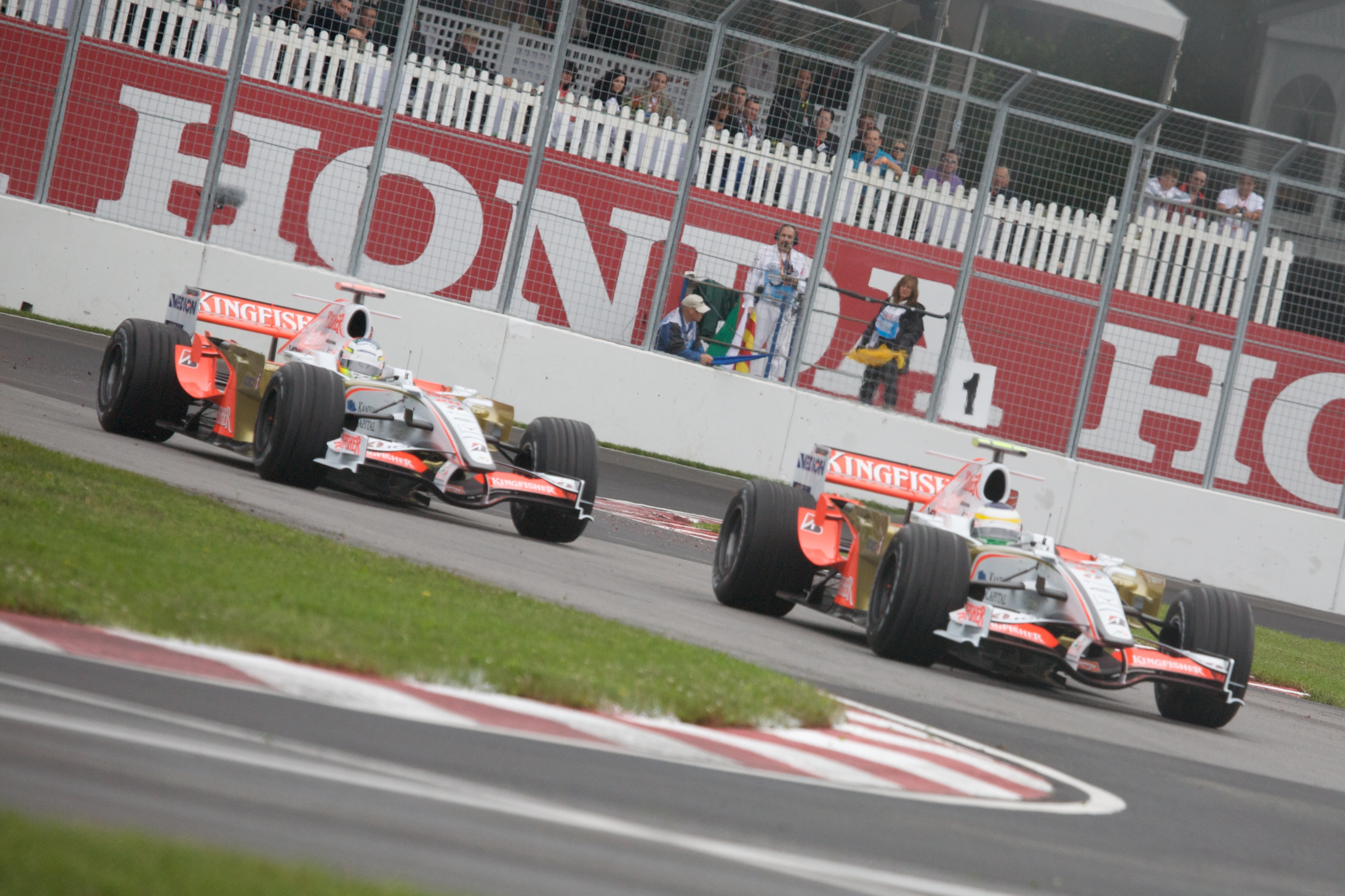
A két Force India a 2008-as kanadai nagydíjon

A kanadai nagydíjon Sutil és Fisichella is technikai probléma miatt esett ki. Sutil égő autóját (a túlhevült fékek kigyulladtak) nem tudták kivontatni a pályáról, ezért be kellett küldeni a biztonsági autót. Franciaországban csak a rajtbüntetést kapott Rosberget és Barrichellót tudták megelőzni az időmérő edzésen. Ezúttal legalább mindketten befejezték a futamot, Fisichella 18., Sutil 19. lett. A brit nagydíjon azonban mindketten kiestek. A Németországban Sutil a 15., Fisichella pedig a 16. helyet szerezte meg. A magyar nagydíjon ismét nem sikerült jó eredményt elérniük, Sutil kiesett, csapattársa 15. lett. Valenciában is hasonló volt a helyzet, Fisichella egy helyet tudott csak javítani. Az esős belga futamon mindkét versenyző célba ért, Sutil 2008-as legjobbjaként egy 13. helyet könyvelhetett el. Olaszországban Fisichella a mezőny egyetlen kiesője volt, Sutil 19. lett. Utóbbi számára ezután zsinórban három kiesés következett, Fisichella kétszer ért célba ez idő alatt.
A szezonzáró brazil nagydíjon a 16. és a 18. helyet szerezték meg a Force Indiák, így pont nélkül, a 10. helyen zárta a csapat a 2008-as évet. Adrian Sutil Monacóban, Giancarlo Fisichella Brazíliában járt közel a pontszerzéshez, utóbbi néhány körön keresztül a 3. helyen állt, de végül csak 18. lett. A Force India megelőzte ugyan a négy verseny után visszalépő Super Agurit, de gyakorlatilag a mezőny leggyengébb csapata volt az idényben.

## Eredmények
(Táblázat értelmezése)

(Félkövér: pole-pozícióból indult; dőlt: leggyorsabb kört futott) 

| Év   | Csapat      | Kasztni        | Motor      | Gumi | Versenyzők | 1   | 2   | 3   | 4   | 5   | 6   | 7   | 8   | 9   | 10  | 11  | 12  | 13  | 14  | 15  | 16  | 17  | 18  | Pont | Helyezés |
| ---- | ----------- | -------------- | ---------- | ---- | ---------- | --- | --- | --- | --- | --- | --- | --- | --- | --- | --- | --- | --- | --- | --- | --- | --- | --- | --- | ---- | -------- |
| 2007 | Spyker      | F8-VII F8-VIIB | Ferrari V8 | B    |            | AUS | MAL | BHR | ESP | MON | CAN | USA | FRA | GBR | EUR | HUN | TUR | ITA | BEL | JPN | CHN | BRA |     | 1    | 10.      |
| 2007 | Spyker      | F8-VII F8-VIIB | Ferrari V8 | B    | Sutil      | 17  | Ki  | 15  | 13  | Ki  | Ki  | 14  | 17  | Ki  | Ki  | 17  | 21  | 19B | 14B | 8B  | KiB | KiB |     | 1    | 10.      |
| 2007 | Spyker      | F8-VII F8-VIIB | Ferrari V8 | B    | Albers     | Ki  | Ki  | 14  | 14  | 19  | Ki  | 15  | Ki  | 15  |     |     |     |     |     |     |     |     |     | 1    | 10.      |
| 2007 | Spyker      | F8-VII F8-VIIB | Ferrari V8 | B    | Winkelhock |     |     |     |     |     |     |     |     |     | Ki  |     |     |     |     |     |     |     |     | 1    | 10.      |
| 2007 | Spyker      | F8-VII F8-VIIB | Ferrari V8 | B    | Jamamoto   |     |     |     |     |     |     |     |     |     |     | Ki  | 20  | 20B | 17B | 12B | 17B | KiB |     | 1    | 10.      |
| 2008 | Force India | VJM01          | Ferrari V8 | B    |            | AUS | MAL | BHR | ESP | TUR | MON | CAN | FRA | GBR | GER | HUN | EUR | BEL | ITA | SIN | JPN | CHN | BRA | 0    | 10.      |
| 2008 | Force India | VJM01          | Ferrari V8 | B    | Sutil      | Ki  | Ki  | 19  | Ki  | 16  | Ki  | Ki  | 19  | Ki  | 16  | Ki  | Ki  | 13  | 19  | Ki  | Ki  | Ki  | 16  | 0    | 10.      |
| 2008 | Force India | VJM01          | Ferrari V8 | B    | Fisichella | Ki  | 12  | 12  | 10  | Ki  | Ki  | Ki  | 18  | Ki  | 14  | 15  | 14  | 17  | Ki  | 14  | Ki  | 17  | 18  | 0    | 10.      |

Megjegyzés:
- B B-spec. autót használtak.